# Confédération française démocratique du travail
Pour les articles homonymes, voir CFDT (homonymie).
La Confédération française démocratique du travail (CFDT) est une confédération interprofessionnelle réformiste de syndicats de salariés en France.
Elle est le premier syndicat français par le nombre de syndiqués (634 278 adhérents en 2023, 612 205 adhérents annoncés en 2022, 610 144 revendiqués en 2021) devant la Confédération générale du travail (CGT). En 2018, elle devient la première organisation syndicale en matière d'audience électorale en agrégeant les résultats aux élections professionnelles dans la fonction publique et dans le secteur privé.

## Histoire

### Racines chrétiennes (CFTC)
La CFDT plonge ses racines dans le syndicalisme chrétien. Elle est créée en 1919 sous le nom de Confédération française des travailleurs chrétiens (CFTC).
Le mouvement Reconstruction, initialement minoritaire dans la CFTC, militait pour un syndicalisme de gauche, socialiste et démocratique sans être marxiste et contre les traités européens jugés comme restaurant une Europe capitaliste, sous couvert de démocratie chrétienne. Cette tendance s'implante après la guerre dans les bassins miniers et sidérurgiques, dans le sillage de la Résistance et de la Bataille de la production et s'oppose dans un premier temps aux milieux politiques catholiques de centre droit dont est proche la direction de la confédération. Peu à peu, elle impose sa marque dans la CFTC et va devenir majoritaire en 1964.

### 1964, la déconfessionnalisation
Après la Libération (1944-1945), une minorité de gauche, regroupée dans la tendance Reconstruction, anime un débat interne en faveur de la « déconfessionalisation » de la centrale, qui signifie aussi une plus grande autonomie envers les milieux politiques et religieux. Sous la conduite d'Eugène Descamps, qui devient secrétaire général de la CFTC, cette tendance devient majoritaire en 1961.
La rupture se produit en 1964 : le congrès extraordinaire qui se tient au Palais des Sports de Paris les 6 et 7 novembre transforme la CFTC en CFDT. Une minorité (environ 10 % des effectifs) qui suit notamment Joseph Sauty, refonde aussitôt une « CFTC maintenue ».
En quête de sa propre identité (notamment vis-à-vis de la CGT), la CFDT se tourne vers le mot d'ordre de l'autogestion qui s'ajoute à celui de « planification démocratique » qu'elle a adopté depuis la fin des années 1950 (au sein de la CFTC). L'idée d'autogestion est inspirée d'expériences menées dès les années 1950 en Yougoslavie ainsi qu'en l'Algérie nouvellement indépendante. Les militants de l’organisation partent en voyage d’observation en Yougoslavie. Dans la majeure partie des cas, les délégués constatent seulement que les ouvriers en Yougoslavie gèrent leurs usines eux mêmes en faisant abstraction dans leurs rapports du reste de la situation dans ce pays. L’autogestion devient « un modèle, à imiter sans qu’il soit à copier, car ces syndicalistes savent malgré tout que le pays se caractérise par son absence de liberté fondamentale. » À partir de 1968, l'autogestion devient le fondement de la vision du monde de la CFDT, de son projet de société. Jusqu'au milieu des années 1970, le discours de la CFDT est radical. Il emprunte au marxisme et aux courants les plus durs à l'égard du capitalisme. Le socialisme autogestionnaire est vu comme une alternative au capitalisme, mais aussi au socialisme d’État.
Une partie des militants de CFDT se rapprochent aussi du Parti socialiste unifié (PSU), qui sera mené de 1967 à 1974 par Michel Rocard. De 1965 à 1966[précision nécessaire], elle passe également des accords d'action avec la CGT. La centrale syndicale adopte une posture progressiste sur les questions de son temps : soutien à la décolonisation, à la légalisation de l’avortement, prise en compte des droits spécifiques aux femmes, qui accèdent de plus en plus massivement au marché du travail, et du sort des immigrés tout en admettant que l'immigration peut constituer un outil de maximalisation des profits du patronat.
En mai 1968, la CFDT appelle à l'action dans les entreprises. Tandis que la CGT concentre ses efforts sur les revendications salariales (obtenant ainsi une augmentation de 35 % du salaire minimum), la CFDT défend aussi l'extension des droits syndicaux afin d'abolir le système « monarchique » qui prévaut en entreprise et le remplacer à terme par une « démocratie d'entreprise ». Avec la CGT et FO elle est à l'origine de la création des sections syndicales d'entreprises lors des accords de Grenelle.
Au congrès de 1970, la CFDT adopte de nouveaux statuts. Elle prône l'autogestion dans les entreprises, les salariés étant appelés à participer aux décisions sur la stratégie de court et moyen terme. En 1971, Edmond Maire est élu secrétaire général. De nombreux militants cédétistes participent aux « Assises du socialisme » (1974) et rejoignent à cette occasion le Parti socialiste (PS) de François Mitterrand. Ils y animent une minorité de sensibilité « chrétienne de gauche » derrière Michel Rocard dans le cadre de ce qui a été baptisé la deuxième gauche. La CFDT collabore alors avec plusieurs associations de la société civile, dont le Groupe d'information et de soutien des immigrés. Dès 1977, elle recommande le passage aux 35 heures pour partager le travail.

### «Recentrage» de la CFDT à partir de 1977
Cependant, la rupture de l'union de la gauche (1977) et l'échec de celle-ci aux élections législatives de 1978 conduit la centrale d'Edmond Maire à un changement de stratégie. Elle s'éloigne de la CGT et entreprend un mouvement de « re-syndicalisation », appelé aussi « recentrage sur l'action syndicale », qui consiste notamment à prendre de la distance face aux partis politiques.
Dès 1973, l'adhérent et ses droits avaient commencé à être valorisés. Lors du congrès de 1982, après trois années de baisse des effectifs, est mis plus spécifiquement en avant la « nécessité d'adapter le syndicalisme », pour qu'il n'y ait « aucun préalable idéologique à l'adhésion » en soulignant l'information et les services exigibles en échange.
La CFDT appelle pour la dernière fois à voter socialiste à la présidentielle de 1981. La CFDT prend également ses distances à l'égard de l'autogestion : des théoriciens comme Pierre Rosanvallon (conseiller économique de la CFDT puis conseiller politique d'Edmond Maire) théorisent même une nouvelle vision de l'autogestion comme un concept-relais vers une forme de libéralisme.
La CFDT soutient le « tournant de la rigueur » mené par le gouvernement de Pierre Mauroy en 1983, et appelle même  plus tôt à l'opérer, compte tenu de la situation industrielle difficile en Angleterre et aux Etats-Unis, les économistes et sociologues estimant que la chronologie du « tournant » pourrait être avancée à 1982.
La CFDT se définira ensuite par son autonomie, n'hésitant pas à soutenir des réformes menées par des gouvernements de droite lorsqu'elles lui paraissent justifiées. Une importante minorité conteste ce « recentrage ». Au congrès de Strasbourg, qui se tient du 21 au 26 novembre 1988, Jean Kaspar est élu secrétaire général. La fédération Sud-PTT naît le 16 décembre 1988 au terme d'un conflit politique au sein de la fédération des PTT (Postes, Télégraphes et Téléphones) concernant l'avenir de cette administration, appelée à être scindée entre postes et télécoms.
À la suite de ce conflit, plusieurs responsables (principalement de la région parisienne) ont été « démandatés » lors des Conseils nationaux de cette fédération, de novembre et décembre 1988. Ces militants n'ont pas suivi l'évolution moins polarisée de la CFDT : venus pour certains souvent de l'extrême-gauche, ils se déclarent autogestionnaires et mettent l'accent sur une nouvelle forme de démocratie interne. Le conflit débouche sur une scission syndicale, avec la création de Sud-PTT le 28 décembre 1988, qui passera temporairement devant la CFDT aux élections professionnelles et sera à l'origine de la création d'une confédération, l'Union syndicale Solidaires.

### Mandat de Nicole Notat (1992-2002)
En 1992, Nicole Notat, issue du SGEN-CFDT, est élue secrétaire générale. Elle est la première femme à occuper un tel poste dans une confédération syndicale de salariés en France. Elle engage la CFDT sur la voie d'un syndicalisme « partenaire » à l’allemande. Contestée à l’intérieur de la CFDT en raison de son attitude jugée excessivement complaisante à l'égard du patronat, ses détracteurs la surnomment « la tsarine ». Lors d’un congrès houleux en 1995, une majorité de congressistes (52 %) estiment que le bureau national qu’elle dirige « n’a pas rempli le mandat qu’attendaient les syndicats ». C'est la première fois dans l'histoire de la CFDT que la direction est ouvertement désavouée par les adhérents.
Lors des grèves de décembre 1995, elle soutient le projet de réforme de la Sécurité sociale du Premier ministre RPR Alain Juppé. Devenu l'interlocuteur privilégié des employeurs et des gouvernements, la CFDT prend la présidence de la Caisse nationale d'assurance maladie des travailleurs salariés (CNAM) et de l'Unédic. Ces choix de la direction nationale, en rupture avec les positions de la CFDT dans les années 1970, sont contestés par une minorité qui sera mise en échec au congrès de Lille en 1998. La CFDT s'isole des autres syndicats et d'autres opposants internes rejoignent la CGT ou Sud[réf. nécessaire].
La CFDT devient le partenaire privilégié du Medef dans le cadre de la « Refondation sociale » lancée en 2000 par l’organisation patronale. Elle signe tous les accords, ce que déplorent la CGT et FO.

### Mandat de François Chérèque (2002-2012)

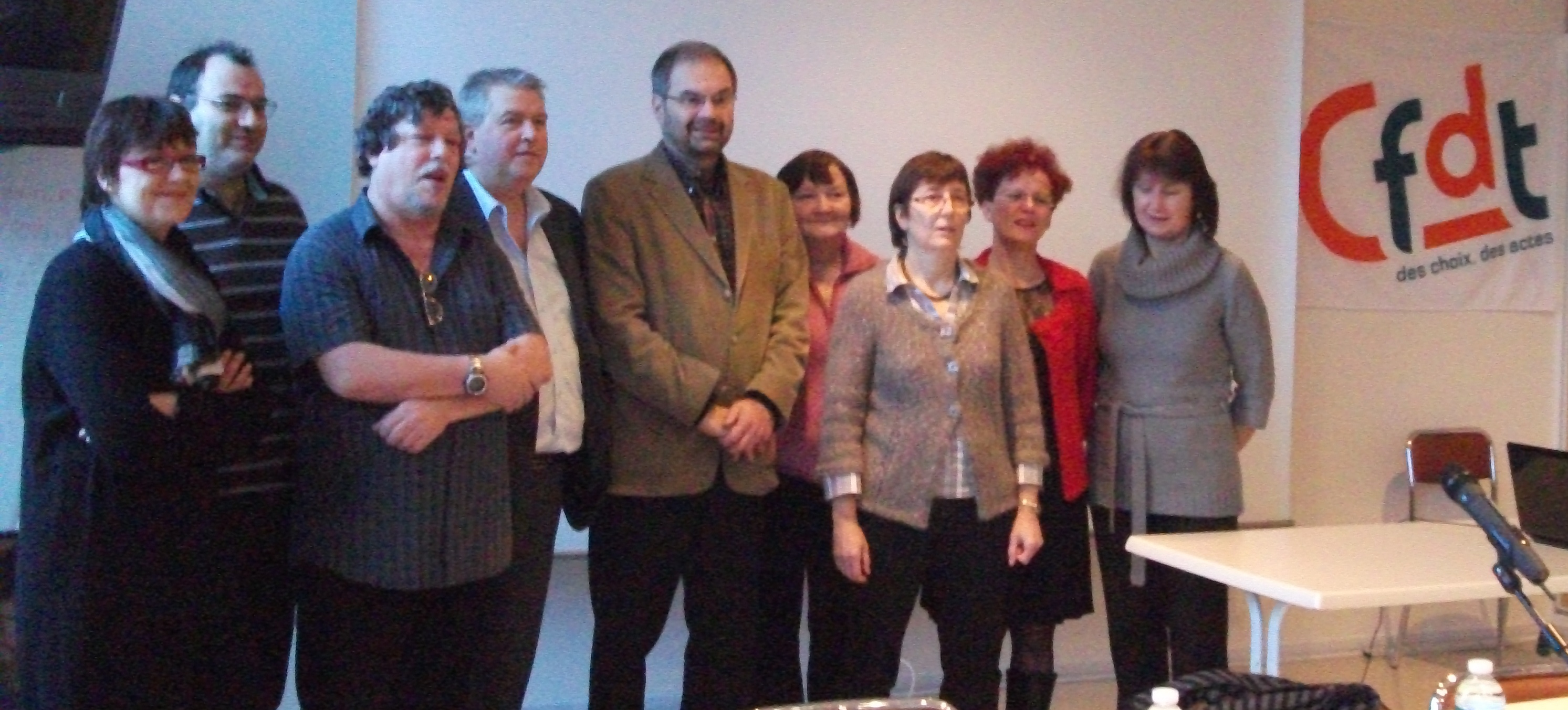
F. Chérèque en 2011 et l'ancien logo de la CFDT, abandonné en 2012.

En 2002, François Chérèque, ex-numéro un de la fédération CFDT Santé-sociaux, est élu secrétaire général. Il est reconduit dans ses fonctions lors du congrès de Grenoble du 12 au 16 juin 2006 et du congrès de Tours le 10 juin 2010.
Pendant la campagne de l'élection présidentielle de 2002 (puis lors des élections régionales de 2015), la CFDT appelle à faire battre le Front national.
Fin 2002, la CFDT revendique 889 160 adhérents, soit autant que lors de son record historique de 1976, après avoir connu « une progression importante de ses effectifs », principalement dans le secteur privé, « depuis le début des années 1990 », effaçant la « chute des années 1980 ». Entre 1987 et 1997, elle enregistre « une hausse de 42 % en dix ans » de ses effectifs.
À partir de 2002, le concept de « réformisme » devient très présent à la CFDT. François Chérèque y fait plusieurs fois référence dans une série de tribunes dans la presse, notamment en 2003 puis un livre et l'inscrit au programme des débats de l'université d’été de la CFDT en 2004. Dès 2003, au nom de ce « réformisme », la CFDT négocie aux côtés des autres centrales la réforme des retraites de 2003 qui sera mise en place par le gouvernement de Jean-Pierre Raffarin. Mais l'unité syndicale ne tient pas, et la centrale est seule, avec la CFE-CGC, à soutenir un projet de réforme contesté par les autres organisations qui considèrent cette réforme comme une régression sociale. Cette prise de position a des conséquences internes pour la CFDT qui perd environ 10 % de ses adhérents en trois ans. Cette baisse des effectifs est due à un non-renouvellement d'adhésions individuelles mais aussi au départ de plusieurs syndicats.
Au cours des années 2000, la CFDT fait plus généralement face à plusieurs réformes consécutives ayant en commun de ne plus renvoyer à « un donnant-donnant équilibré dans le cadre contractuel d’un pacte social, mais à un ensemble de mesures de moins-disant social avec quelques faibles contreparties ».
En mars 2003, afin de développer sa présence sur les universités, la CFDT décide d'appuyer la création d'un syndicat étudiant issu d'une tendance de l'UNEF : la Confédération étudiante. Afin d'aider à son développement les deux organisations s'associent, ce qui assure à la Confédération étudiante un important appui financier et logistique. Ce partenariat permet à la CFDT d'informer les étudiants salariés de leurs droits lors d'actions sur les zones de travail estivales ou les campus.
Invité à l’université d’été du MEDEF en 2005, François Chérèque explique que le « réformisme » est « une utopie faite de petits pas qui s’inscrivent dans un grand dessein ».
À la suite du rejet du traité constitutionnel européen lors du printemps 2005, la CFDT, qui a appelé à voter « oui », participe à la création du mouvement "Sauvons l'Europe" et y adhère en tant qu'organisation membre. Selon un sondage Ifop-Ouest France Dimanche du 23 avril 2006, la CFDT est la confédération à laquelle les Français font le plus confiance (61 % contre 51 % pour la moyenne des syndicats). Cependant, elle arrive régulièrement en seconde position derrière la CGT lors des élections professionnelles. Elle recueille environ 25 % des voix (cf. plus bas).

Les logos de la CFDT depuis 50 ans.

En 2006, la CFDT dénonce le contrat première embauche (CPE) et se mobilise avec tous les autres syndicats et organisations de jeunesse lors d'une série de manifestations afin de demander son retrait, qui est finalement concédé par le président de la République Jacques Chirac.
Lors du congrès de Grenoble de juin 2006, François Chérèque défend le bilan de ces quatre dernières années et critique ouvertement le gouvernement et le MEDEF. Les débats principaux concernent notamment le thème de l'insertion des jeunes dans le monde du travail, la sécurisation des parcours professionnels et la priorité à la construction d'une Europe sociale.
La CFDT fait partie des huit syndicats qui ont organisé en six mois huit grandes manifestations de rue lors des grèves contre la réforme française des retraites de 2010.

### Mandat de Laurent Berger (2012-2023)
Laurent Berger est élu secrétaire général, après la démission de François Chérèque, par le bureau national de la CFDT le 28 novembre 2012. Il est réélu par le congrès en 2014 , 2018 et 2022.
Le 11 janvier 2013, la CFDT est l'un des trois syndicats (avec la CFTC et la CFE-CGC) à avoir signé l'accord « sécurisation de l'emploi » avec le syndicat patronal MEDEF. Cet accord permet notamment la généralisation de l'assurance maladie complémentaire pour tous, la mise en place des droits rechargeables pour les demandeurs d'emploi, une majoration des heures complémentaires. Cet accord est vivement critiqué par la CGT et FO.
En 2016, la CFDT compte, avec l'UNSA et la CFTC, parmi les syndicats favorables au projet de loi « travail » présenté par la ministre Myriam El Khomri, qui accepte d'intégrer certaines de ses revendications. Par ailleurs, il a été reproché à la CFDT de ne pas entendre l'avis des salariés intermittents et des syndicats de cette branche lors de négociations de 2016. Le 30 mai 2016, les confédérations syndicales CFDT CFTC et CFE-CGC, ainsi que le Medef, ont refusé de reconnaître l’accord signé unanimement par les syndicats du secteur de l’audiovisuel et du spectacle vivant sur le régime de l’intermittence[source insuffisante]. 
Le 31 mars 2017, la CFDT devient le premier syndicat de France dans le secteur privé, passant devant la CGT, fait inédit depuis un siècle.
En avril 2017 lors de la campagne de l'élection présidentielle française, Laurent Berger annonce « avoir clairement pris position contre Marine Le Pen et publié un argumentaire pour nos militants ». Cela en conformité avec ses positions historiques concernant l'extrême droite.
En 2018, la CFDT devient le premier syndicat de France dans les secteurs publics et privés confondus.
En juin 2019, la CFDT s'oppose à la réforme de l'assurance chômage présentée par le gouvernement.
En 2019, lors des débats sur l'éventuelle réforme des retraites "par points", la CFDT avait obtenu la suppression de "l'âge pivot" du texte, pour autant certains adhérents quittent la centrale (pas de baisse significative), jugée trop molle et trop proche du gouvernement. L’organisation syndicale va être épaulée par des économistes, comme Jean Pisani-Ferry et Philippe Aghion, qui furent proches du président durant la campagne présidentielle. La CFDT travaille régulièrement avec des spécialistes de l'économie mais aussi des sciences sociales dans différents travaux, comme le comité d'experts en sciences sociales avec la Fondation Jean Jaurès. Cette réforme des retraites "par points" a été abandonnée par le gouvernement lors de la crise sanitaire liée à la pandémie de COVID19.
La CFDT lance en 2019 avec des organisations environnementales, de solidarité et d’éducation, des mutuelles et des syndicats, un "pacte du pouvoir de vivre" mettant en avant soixante-six propositions qui touchent aussi bien aux politiques écologiques que fiscales ou démocratiques,.
En 2021, la 1re place de la CFDT dans le privé est confortée.
En 2022, lors de l'élection présidentielle française, la CFDT appelle à battre le Rassemblement national.
A l'occasion du projet de réforme des retraites en France en 2023, la CFDT intègre l'intersyndicale unie contre cette modification dite "paramétrique" de la retraite en France, avec en particulier un recul à 64 ans de l'âge de départ : la confédération appelle largement à la manifestation contre le texte et participe au mouvement social contre la réforme des retraites en France de 2023.
Comparant les dirigeants syndicaux à des cuisiniers célèbres, la presse et Stéphane Sirot, historien et sociologue des grèves et du syndicalisme, estiment que Philippe Martinez (CGT) et Laurent Berger (CFDT), forment un duo efficace qui a su réunir « tous les bons ingrédients pour que la mayonnaise » prenne, en plus de l'appui de cent artistes qui deviennent 300 en mars, pour faire perdurer le soutien massif de l'opinion publique au mouvement.
En avril 2023, Laurent Berger, secrétaire général de la CFDT, annonce sa prochaine démission. Marylise Léon, secrétaire générale adjointe depuis 2018, devrait lui succéder le 21 juin.
Il indique à la presse qu'il a proposé au bureau national qu'elle le remplace.

### Marylise Léon (2023 à aujourd'hui)
Marylise Léon est élue secrétaire général à l'unanimité, après la démission de Laurent Berger, par le bureau national de la CFDT le 21 juin 2023,.

### Liste des congrès depuis 1964

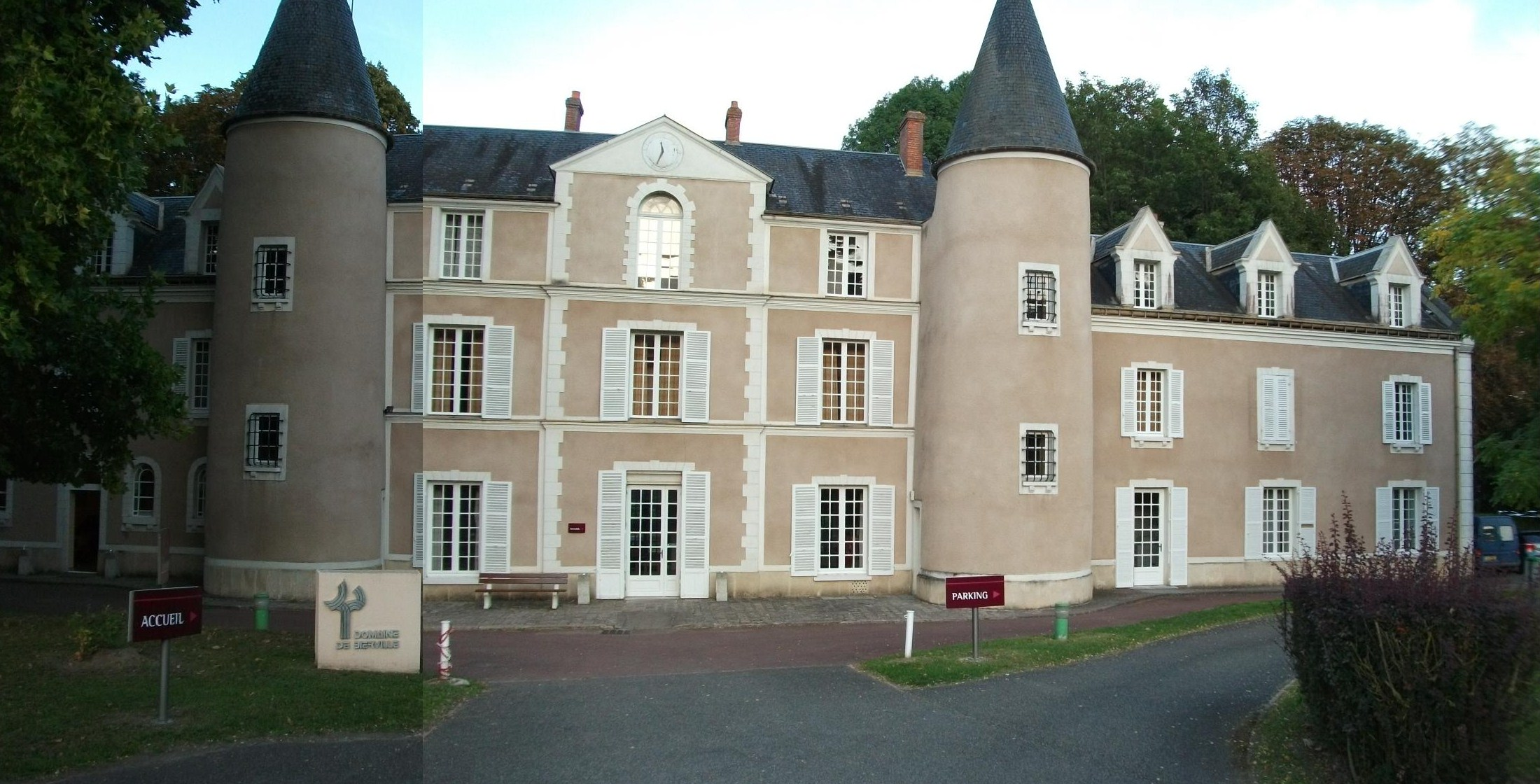
Bierville, centre de formation et de congrès de la CFDT.

- 1964 : Congrès de Paris (Congrès extraordinaire)[51]
- 1965 : Issy-les-Moulineaux (33e)[51]
- 1967 : Issy-Les-Moulineaux (34e)[52]
- 1970 : Issy-Les-Moulineaux (35e)
- 1973 : Nantes (36e)
- 1976 : Annecy (37e)
- 1979 : Brest (38e)
- 1982 : Metz (39e)
- 1985 : Bordeaux (40e)
- 1988 : Strasbourg (41e)
- 1992 : Paris (42e)
- 1995 : Montpellier (43e)
- 1998 : Lille (44e)
- 2002 : Nantes (45e)
- 2006 : Grenoble (46e)
- 2010 : Tours (47e)
- 2014 : Marseille (48e)
- 2018 : Rennes (49e)[53]
- 2022 : Lyon (50e)

## Organisation

### Structure confédérale
La CFDT comprend quelque 1 300 syndicats de base. Ce nombre est en constante évolution en fonction des fusions réalisées, des nouvelles adhésions et des désaffiliations. Les syndicats de base sont regroupés en 13 unions régionales interprofessionnelles et 15 fédérations nationales professionnelles.
La CFDT compte aussi deux unions confédérales : la CFDT Cadres et l'union confédérale des retraités (UCR). Une union fédérale représente les 3 fonctions publiques : l'union des fédérations des fonctions publiques et assimilés (UFFA) .
Les instances dirigeantes de la centrale sont la commission exécutive (dix membres) et le bureau national (38 membres). Le conseil national confédéral (CNC) réunit trois fois par an les représentants des unions régionales et des fédérations et constitue le « parlement » de la CFDT.

#### Fédérations de syndicats
- Fédération générale agroalimentaire (FGA-CFDT, CFDT Agri•Agro))
- Fédération des banques et assurances (FBA-CFDT)
- Fédération chimie et énergie (FCE-CFDT)
- Fédération communication, conseil, culture (F3C-CFDT)
- Fédération nationale construction bois (FNCB-CFDT)
- Fédération éducation formation recherche publiques (ex-Sgen-CFDT)
- Fédération formation et enseignement privés (FEP-CFDT)
- Fédération des établissements et arsenaux de l'État (FEAE - CFDT-Défense)
- Fédération des finances (CFDT-Finances)
- Fédération Interco CFDT (en) (Intérieur et collectivités) (Interco CFDT)
- Fédération générale des mines et de la métallurgie (FGMM-CFDT)
- Fédération protection sociale, travail, emploi (PSTE-CFDT)
- Fédération des services (CFDT Services)
- Fédération des services de santé et services sociaux (CFDT Santé Sociaux)
- Fédération générale des transports et de l'environnement (FGTE-CFDT Transports et Environnement)

#### Unions confédérales
- CFDT Cadres (Union confédérale des cadres, UCC CFDT)
- CFDT Retraités (Union confédérale des retraités, UCR CFDT)
- CFDT Fonctions publiques (d) (Union des fédérations des fonctions publiques et assimilés, UFFA CFDT)

#### CFDT en outre-mer
Par principe, la CFDT n'affilie que les syndicats de métropole (Corse comprise). Dans les quatre départements d'outre-mer historiques (DOM) et à Saint-Pierre-et-Miquelon, elle signe des « contrats d'association » avec des unions syndicales qui portent le sigle CFDT. Les « syndicats associés » conservent leur autonomie et l'intégralité de leurs cotisations, mais ils participent aux élections professionnelles sous l'étiquette CFDT.
- La Réunion : Union interprofessionnelle de la Réunion (UIR-CFDT),
- Martinique : Union interprofessionnelle régionale CFDT de la Martinique (UIRM CFDT),
- Guadeloupe : Union interprofessionnelle régionale CFDT de la Guadeloupe,
- Guyane : Centrale démocratique des travailleurs de Guyane (CDTG-CFDT),
- Saint-Pierre-et-Miquelon : Union interprofessionnelle CFDT de St-Pierre-et-Miquelon (UI CFDT SPM).

Dans les ex-territoires d'outre-mer (TOM), la CFDT entretient des liens de coopération avec les centrales syndicales locales partageant ses valeurs.
- Mayotte : Confédération intersyndicale de Mayotte est créée en 1994 et devenue CFDT Mayotte (Union interprofessionnelle CFDT de Mayotte) en 2015[54]
- Polynésie française : A Tia I Mua,
- Nouvelle-Calédonie : Union des syndicats des ouvriers et employés de Nouvelle-Calédonie (USOENC).

#### Autres
L'Association études et consommation (ASSECO-CFDT (d)) est une association nationale de consommateurs agréée par l'État depuis 1981 et présente dans certaines régions.

### Caisse nationale d'action syndicale
Depuis son congrès de Nantes en 1973, la CFDT dispose d'une Caisse nationale d'action syndicale (CNAS) issue de la fusion d'un fonds d'action syndicale et d'une caisse nationale d'action professionnelle issue elle-même de la fusion de six caisses de résistance d'unions départementales ou de fédérations. La CNAS est alimentée par une part des cotisations syndicale (8,6 % pour les actifs, 3 % pour les retraités), elle est gérée par un comité de gestion d'onze personnes (le trésorier confédéral et dix administrateurs élus par les syndicats). La CNAS offre trois types de prestations aux adhérents et aux structures de la CFDT :
- assurances (responsabilité civile des syndicats, vie professionnelle des adhérents…) ;
- soutien aux actions juridiques ;
- prestation grève dans les conflits d'entreprise (caisse de grève créée en 1973, permettant le versement d'une indemnité de 7,30 € par heure à partir de la 7e heure)[56].

En raison de l'ampleur du mouvement social contre la réforme des retraites en France de 2010, la CFDT a demandé exceptionnellement à la CNAS d'utiliser la prestation grève pour indemniser ses adhérents dans le cadre de cette action interprofessionnelle.
Les comptes de la CNAS sont publiés chaque année avec les comptes confédéraux. Pour l'exercice 2009, la réserve de grève accumulée depuis la création de la CNAS se montait à plus de 101 millions d'euros. Elle s'élève à 125 millions d'euros en 2018.

### Direction
Depuis 1973, la CFDT n'a à sa tête qu'un secrétaire général, sans président. L'instance nationale de direction est la Commission exécutive (CE) de dix membres, qui est l'équivalent du Bureau confédéral de la CGT ou de FO.

#### Présidents
- Jules Zirnheld : 1919-1940
- Georges Torcq : 1946-1948
- Gaston Tessier : 1948-1953
- Maurice Bouladoux : 1953-1961
- Georges Levard : 1961-1967
- André Jeanson : 1967-1970
- Laurent Lucas : 1971-1973

#### Secrétaires généraux

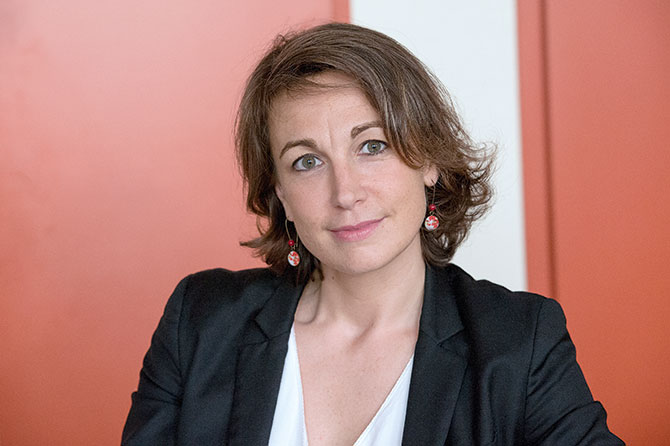
Marylise Léon, secrétaire générale depuis 2023.

| Les secrétaires généraux CFTC/CFDT | Les secrétaires généraux CFTC/CFDT | Les secrétaires généraux CFTC/CFDT |
| ---------------------------------- | ---------------------------------- | ---------------------------------- |
| 1919-1948                          | Gaston Tessier                     |                                    |
| 1948-1953                          | Maurice Bouladoux                  |                                    |
| 1953-1961                          | Georges Levard                     |                                    |
| 1961-1971                          | Eugène Descamps                    |                                    |
| 1971-1988                          | Edmond Maire                       |                                    |
| 1988-1992                          | Jean Kaspar                        |                                    |
| 1992-2002                          | Nicole Notat                       |                                    |
| 2002-2012                          | François Chérèque                  |                                    |
| 2012-2023                          | Laurent Berger                     |                                    |
| Depuis 2023                        | Marylise Léon                      |                                    |

### Adhérents
Le tableau ci-dessous, énumère le nombre d'adhérents revendiqué par le syndicat. Toutefois ces chiffres sur la réalité des effectifs syndicaux représente une polémique ancienne. En date du 5 septembre 2006, le magazine Liaisons sociales publie le contenu d'une étude financée par la Dares, organisme officiel et statistique du ministère de l'Emploi.
Intitulée « Les syndiqués en France 1990-2006 », cette étude conduite par les chercheurs Dominique Andolfatto et Dominique Labbé revoit à la baisse les chiffres officiels des effectifs annoncés par les syndicats. Il ressort que la CFDT n'aurait que 450 000 adhérents (contre 803 665 officiellement à cette même date). L'étude place également la CGT en tête des organisations syndicales alors que, selon les chiffres de la CFDT, la fin des années 1990 avait vu celle-ci, alors dirigée par Nicole Notat, dépasser une CGT en mutation. Cependant la CGT est toujours restée en tête des résultats aux élections prud'homales et professionnelles et elle devance la CFDT, FO, la CFTC, la CFE-CGC, l'Unsa et Solidaires.
La CFDT déclare son nombre d'adhérents en divisant par 8 le nombre de cotisations mensuelles encaissées dans l'année. Ce mode de calcul ancien conduit à surestimer le nombre d'adhérents alors que le prélèvement automatique des cotisations s'est développé.
La métamorphose idéologique de la CFDT, de l'autogestion au « réformisme », s'est produit à mesure qu'arrivait une nouvelle vague de militants, peu politisés et moins radicaux, diplômés et moins concernés par l'introduction des techniques modernes de managements dans les entreprises. À mesure aussi que la centrale perdait ses adhérents ouvriers. Désormais, ce ne sont plus ces derniers qui siègent mais les professions intermédiaires, surreprésentés parmi les salariés par rapport à leur place dans l’ensemble de la population salariée.
| 1965    | 1970    | 1977    | 1988    | 1997    | 1998    | 2000    | 2001    | 2002    | 2003    |
| ------- | ------- | ------- | ------- | ------- | ------- | ------- | ------- | ------- | ------- |
| 572 690 | 741 501 | 900 000 | 535 519 | 723 000 | 756 990 | 830 600 | 865 528 | 883 160 | 873 177 |
| 2004    | 2005    | 2006    | 2007    | 2008    | 2009    | 2010    | 2011    | 2012    | 2018    |
| 818 036 | 806 829 | 803 635 | 808 720 | 814 636 | 833 108 | 851 601 | 863 674 | 868 601 | 623 802 |

En 2006, le tiers des effectifs de la CFDT a plus de cinquante ans.

## Publications
La CFDT a de nombreuses publications issues de ses différents niveaux, confédéral, fédéraux, territoriaux ou celui des syndicats et des sections.
Au niveau central, il y a notamment :
- CFDT Magazine, mensuel d’information et de sensibilisation adressé à tous les adhérents sur les thématiques sociales (travail, emploi, société...) françaises et internationales publié depuis 1976.
- Syndicalisme Hebdo, hebdomadaire (créé en 1936 et en ligne depuis 2021) consacré à l'actualité sociale décryptée par la CFDT ainsi que l'actualité de la CFDT.
- Action juridique, revue trimestrielle destinée aux militants du juridique (défenseurs, conseillers prud'hommes, militants d'entreprise...), aux avocats du travail, aux universitaires, etc.
- CFDT la revue : revue de débats publiée de 2013 à 2017.

## Représentativité
La CFDT faisait partie des cinq confédérations de syndicats de salariés considérées comme représentatives par l’État, en application de l'arrêté du 30 mars 1966, et bénéficiait de ce fait d'une présomption irréfragable de représentativité, jusqu'à la fin de la période transitoire mise en place par la loi du 20 août 2008 « portant rénovation de la démocratie sociale ».

### Élections professionnelles
Depuis l'entrée en vigueur de la loi de 2008, ce sont les élections en entreprise qui conditionnent la représentativité : au niveau des entreprises de plus de 10 salariés, ainsi que dans les branches professionnelles et au niveau interprofessionnel.
En 2013, au niveau national et interprofessionnel, la CFDT talonne la CGT. Les cinq premières organisations syndicales atteignent le score suivant : CGT : 26,77 % ; CFDT : 26,00 % ; FO : 15,94 % ; CFE-CGC : 9,43 % ; CFTC : 9,30 %.
Selon les chiffres du Haut conseil du dialogue social publiés en mars 2017, la CFDT se hisse pour la première fois en tête avec 26,37 % des voix devant la CGT 24,85 % (- 1,92 point) et FO 15,59 % (- 0,35). Le poids relatif (retenu pour les seules organisations représentatives au niveau national) est de 30,32 % pour la CFDT, 28,57 % pour la CGT, 17,93 % pour FO, 12,27 % pour la CFE-CGC et 10,91 % pour la CFTC.
En 2021, la CFDT renforce sa première place dans le privé.

### Élections prud'homales
| Organisation syndicale | 1987  | 1992  | 1997  | 2002  | 2008  |
| ---------------------- | ----- | ----- | ----- | ----- | ----- |
| CFDT (%)               | 23,06 | 23,81 | 25,35 | 25,23 | 21,81 |

Résultats 2008/2002 par collège (%) :
- industrie : 20,7 / 23,5 ;
- commerce : 20,6 / 23,6 ;
- agriculture : 28,3 / 31,5 ;
- activités diverses : 23,2 / 26,1 ;
- encadrement : 23,0 / 28,6 ;
- global : 22,1 / 25,1.

## Activité de lobbying
La CFDT est inscrite depuis 2014, au registre de transparence des représentants d'intérêts auprès de la Commission européenne, comme d'autres syndicats. L'estimation des coûts annuels pouvant être attribués aux activités couvertes par le registre est comprise entre 200 000 et 299 999 euros.

## Condamnations

### Condamnation pour "harcèlement moral" (2018)
En mars 2018, la CFDT est condamnée par le conseil de prud’hommes de Paris pour non-respect de ses obligations en matière de santé et de sécurité au travail. La salariée, secrétaire confédérale de la CFDT, avait subi le « harcèlement moral » de son supérieur, un secrétaire national chargé des questions de santé au travail à la confédération. Le Conseil de prud'hommes de Paris a considéré que la CFDT n'avait pas mise en place des mesures suffisantes pour protéger la salariée victime de harcèlement dès la prise de connaissance de la situation. 

### Condamnation pour "abus de pouvoir" (2020)
En janvier 2020, la CFDT est condamnée à 25 000 euros d'amende pour « abus de pouvoir » sur un de ses syndicats. Le Syndicat Commerce Indépendant Démocratique (SCID) — 3 500 adhérents — s'était, en 2014, opposé à la direction de la CFDT, à laquelle il est affilié, sur la Loi travail visant à étendre le travail de nuit et le travail le dimanche dans certaines zones touristiques. En février 2014, la direction de la CFDT avait alors prononcé une "suspension provisoire" des "instances dirigeantes" du syndicat. La CFDT réquisitionne par ailleurs les locaux du SCID, l'accès est donc empêché pendant plus d'un an (2014/2015). La CFDT vote en février 2015, une "mise sous administration provisoire reconductible". Les adhérents du SCID réunis en congrès extraordinaire ont finalement voté, à plus de 95 %, leur désaffiliation de la CFDT.

### Condamnation pour "harcèlement moral" (2021)
En novembre 2021, l'Union Régionale Interprofessionnelle CFDT Grand-Est est condamnée par les Prud’hommes de Reims à verser 50 000 € de dommages et intérêts pour « harcèlement moral » à l'encontre de l'ancien secrétaire de l'Union Départementale CFDT de la Marne.

## Manifestations de 2023 sur la réforme des retraites

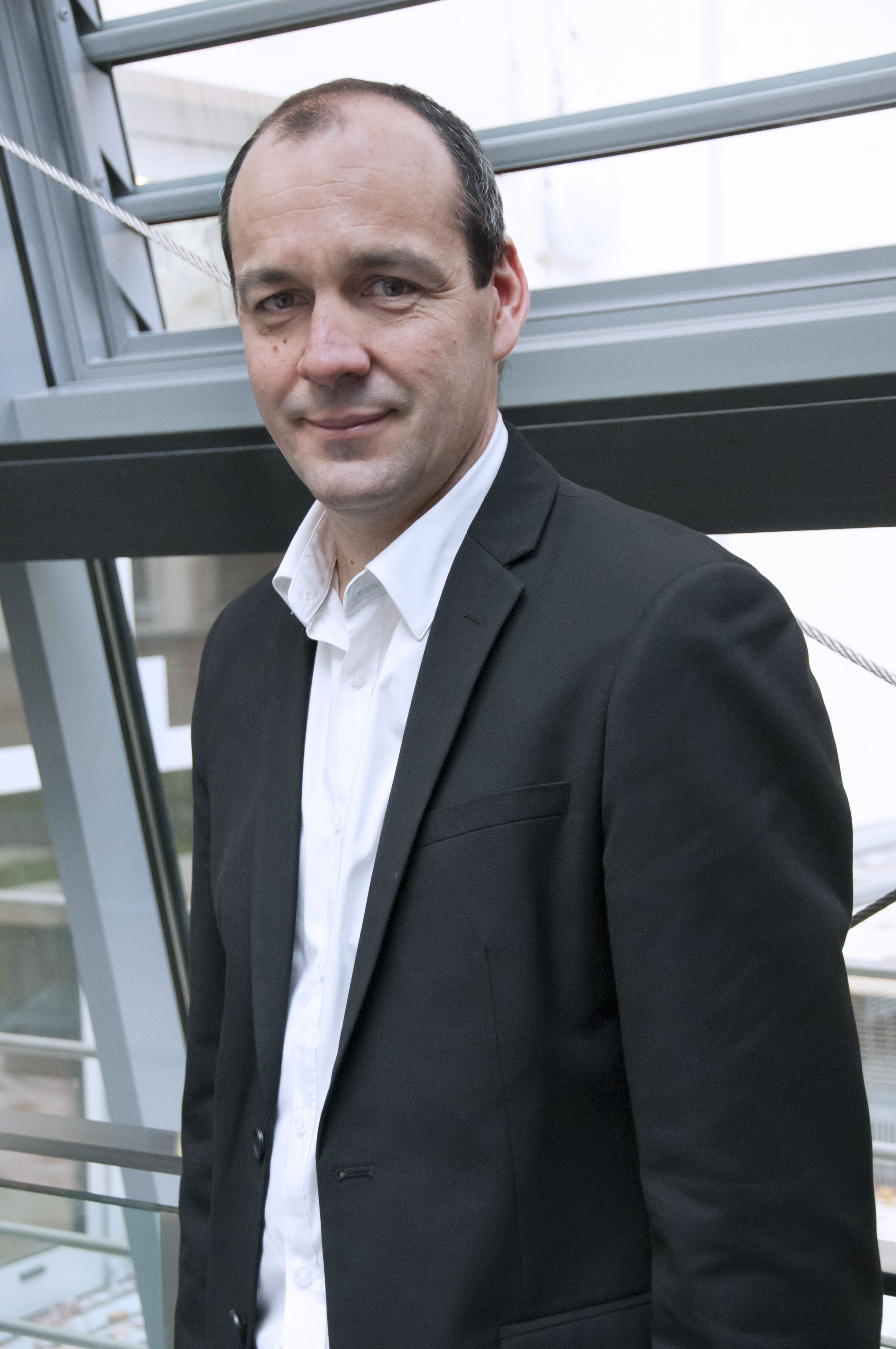
Laurent Berger, secrétaire général de la CFDT de 2012 à 2023.

### Intersyndicale et manifestations géantes
Dans le contexte politique, démographique et social difficile du début des années 2020, la CFDT se joint à l'intersyndicale nationale qui organise dix journées de manifestations géantes dans 300 villes de France, avec de nombreuses grèves et occupations temporaires de péages et sites logistiques ou autoroutiers au centre du mouvement social contre le projet de réforme des retraites en France de 2023.

### Position de la CFDT sur la réforme et infox présidentielle
La CFDT, premier syndicat français depuis quelques années, et son secrétaire général de la CFDT Laurent Berger jouent alors un rôle central face à une situation qui n'a « jamais été aussi bloquée socialement et politiquement depuis les grèves de 1995 », voire mai 68, selon le chercheur spécialiste des conflits sociaux Guy Groux.
L'intersyndicale nationale a écrit à Emmanuel Macron pour demander des négociations, puis n'ayant pas été reçue, une médiation et une suspension de l'adoption du texte de loi.
Lors de la première prise de parole publique du Président de la République sur la contestation, Emmanuel Macron affirmant que Laurent Berger était « allé devant son congrès, en juin 2022, en proposant d'augmenter les durées » de travail, alors que le texte proposé par la direction de la CFDT à ce congrès considérait au contraire le report de l'âge légal comme « une mesure injuste et inacceptable, car elle ne tient pas compte de ceux qui ont commencé à travailler tôt ». Peu après l'interview, Laurent Berger tweete que Macron « refait l'histoire et ment  pour masquer son incapacité à trouver une majorité pour voter sa réforme injuste ». Les médias rappellent alors que lors du congrès de juin 2022 les amendements des congressistes avaient encore durci le texte très combatif proposé par la direction de la CFDT.

### Critiques
La CFDT est critiquée par plusieurs acteurs politiques pour ses positions pendant le mouvement social contre la réforme des retraites de 2023. Certains opposants à la réforme, extérieurs à la CFDT comme Anasse Kazib mais aussi des adhérents au syndicat, remettent en cause l'organisation des manifestations le samedi plutôt qu'en semaine, ou la mise en pause du mouvement pendant les vacances d'hiver. Le manque de soutien à la grève nationale du 7 mars est également pointé du doigt. 
Le 5 avril 2023, à la suite d'une rencontre avec Elisabeth Borne, Laurent Berger déclare que le pays traverse une « crise démocratique ». Cette déclaration suscite l'ire d'Emmanuel Macron qui lui répond dans Le Monde lors de son déplacement à Pékin : « Qu’un président élu, avec une majorité élue, certes relative, cherche à mener un projet qui a été porté démocratiquement, ça ne s’appelle pas une crise démocratique ». Le secrétaire général de la CFDT lui répond alors de cesser la provocation, déclenchant une vague de réactions des membres du gouvernement qui nient fermement toute crise démocratique.
En octobre 2023, un mois après l'entrée en vigueur de la réforme des retraites, les locaux de la CFDT de la Gironde (puis de la CFDT Nouvelle-Aquitaine, une semaine plus tard) sont vandalisés par le groupuscule d'extrême droite Action directe nationaliste. L'organisation, au travers d'inscriptions sur les murs du bâtiment, accuse le syndicat d'être le « tueur du mouvement social » et le qualifie de « collabo ». La CFDT annonce porter plainte, et le Figaro fait le lien avec d'autres dégradations attribuées au même groupuscule visant notamment des permanences parlementaires,.